# Carl Engel
 (mars 2023).
Si vous disposez d'ouvrages ou d'articles de référence ou si vous connaissez des sites web de qualité traitant du thème abordé ici, merci de compléter l'article en donnant les références utiles à sa vérifiabilité et en les liant à la section « Notes et références ».
Pour les articles homonymes, voir Engel.
Ne doit pas être confondu avec Karl Engel.
Carl Engel (6 juillet 1818 – 17 novembre 1882) est un musicographe et collectionneur d'instruments de musique, hanovrien d'origine émigré en Angleterre.

## Biographie
Né à Thiedenwiese, non loin de Hanovre, il apprit à jouer du pianoforte auprès de Hummel. Il émigra à Manchester vers 1844/1845 puis s'installa à Londres en 1850 ; il y acquit une certaine réputation comme professeur  et auteur d'ouvrages sur la musique. Il possédait une rare et importante collection d'instruments de musique dont une grande partie fut léguée, après sa mort,  au South Kensington Museum, avec lequel il avait été en relations pendant de nombreuses années.  
L'un de ses neveux, fils de sa sœur Élisabeth, était Carl Peters (1856-1918). Ce dernier vint s'installer à Londres en 1881, logeant chez son oncle. Engels lui conseilla de prendre la nationalité britannique qui présentait alors de nombreux avantages, mais il refusa par patriotisme. Engels se suicida et légua sa fortune à son neveu.

## Ouvrages
Ses livres traitent de la musique de différentes nations  à différentes époques. On peut notamment mentionner : 
- The Music of the Most Ancient Nations, particularly of the Assyrians, Egyptians and Hebrews (Murray, 1864)
- An Introduction to the Study of National Music (Longmans, 1866)
- Researches into the Early History of the Violin Family (1883)

Un important traité sur les instruments de musique du monde entier est resté non publié jusqu'en 1888.